# La Maison dans les dunes
Pour le roman de Maxence Van der Meersch, voir La Maison dans la dune.
La Maison dans les dunes est une œuvre pour piano de Gabriel Dupont, composée en 1910. Maurice Dumesnil en donna la première audition à Paris, aux Concerts Dandelot salle Pleyel, le 3 juin 1910. La durée d'exécution est d'environ quarante minutes.

## Structure de l'œuvre
Cette pièce se compose de dix parties :
1. Dans les dunes par un clair matin
2. Voiles sur l'eau
3. La maison du souvenir
4. Mon frère le Vent et ma sœur la Pluie
5. Mélancolie du bonheur
6. Le soleil se joue dans les vagues
7. Le soir dans les pins
8. Le bruissement de la mer, la nuit
9. Clair d'étoiles
10. Houles

## Commentaire
Second grand cycle pianistique de Dupont après Les Heures dolentes, l'œuvre évoque la période de convalescence du compositeur à Arcachon, et répond au premier cycle sur le thème de l'espoir de la guérison. Diverses influences stylistiques transparaissent dans ces pages, notamment un traitement polyphonique dans l'écriture qu'on peut rapprocher de Schumann, et des sonorités qui puisent aussi dans la grande tradition romantique du piano, à la manière de Liszt et de Rachmaninov.

## Discographie
- François Kerdoncuff, piano (avec Poème pour piano et cordes), Quatuor Louvigny, éditions Timpani, 2003
- Bernard Paul-Reynier, piano (avec Les Heures dolentes), éditions Passavant, 2008
- Émile Naoumoff, piano, Complete Works for Solo Piano, éditions Saphir productions, 2009
- Stéphane Lemelin, piano (avec Les Heures dolentes), éditions ATMA Classique, 2011
- Marie-Catherine Girod, piano (avec Poème pour piano et cordes, Les Heures dolentes et Journée de printemps, Quatuor Prazak, éditions Mirare, 2014